# Naka (Ibaraki)
Pour les articles homonymes, voir Naka.
Naka (那珂市, Naka-shi) est une ville située dans la préfecture d'Ibaraki, sur l'île de Honshū, au Japon.

## Géographie

### Situation
Naka est située dans le nord de la préfecture d'Ibaraki.

### Démographie
En mars 2022, la population de Naka s'élevait à 54 163 habitants répartis sur une superficie de 97,82 km2.

### Hydrographie
La ville est bordée par le fleuve Naka à l'ouest et le fleuve Kuji au nord.

## Histoire
Le bourg de Naka a été créé en 1955 de la fusion de l'ancien bourg de Sugaya avec les anciens villages de Godai, Nakata, Kanzaki, Toda, Yoshino et Kizaki. Naka est élevé au statut de ville en 2005.

## Transports
Naka est desservie par la ligne Suigun de la JR East.

## Jumelage
Naka est jumelée avec Oak Ridge aux États-Unis.